# فهرست پستانداران
پستانداران

## رده پستانداران تخم‌گذار
پستانداران تخم‌گذار
- 1. خارپشت بی‌دندان
  2. خارپشت گوش‌بلند
  3. نوک‌اردکی
  4. خارپشت پوزه کوتاه استرالیایی (اکدنه)
  5. کات داران جهانی

## رده پستانداران کیسه‌دار
پستانداران کیسه دار
- 1. آرمادیلو (زره دوز)
  2. باندیکوت (موش هندی)
  3. شیطان تاسمانی
  4. صاریغ
  5. کانگورو
  6. کانگوروی درختی
  7. کوآلا
  8. گربه کیسه‌دار
  9. گرگ تاسمانی
  10. موش کور کیسه‌دار
  11. نامبت
  12. والابی
  13. وامبت
  14. ویرجینیا اپوسوم
  15. سنجاب پرنده
  16. اندوونیا

## ردهپستانداران جفت‌دار

### راستهآب‌بازان(آب باز سانان)
- دلفین
- گرازماهی
  1. فهرست نهنگ‌ها
  2. دلفین
  3. گرازماهی
  4. شیر دریایی
  5. فک
  6. فک فیلی
  7. فک بندرگاه
  8. گاو دریایی
  9. بی کات‌ها

### راستهجوندگان
- 1. خرگوش
  2. موش خانگی
  3. همستر
  4. موش
  5. موش صحرایی
  6. موش آزمایشگاهی
  7. سمورچه
  8. تشی
  9. خوکچه هندی
  10. جربوع‌ها
  11. جربیل
  12. سگ آبی
  13. کیف میکونیا

### راستهگوشت‌خوارسانان
- خانواده گربه‌سانان
  1. گربه
  2. ببر
  3. زُبّاد
  4. شیر
  5. شیبر
  6. ببشیر
  7. شیر کوهی
  8. پلنگ
  9. یوزپلنگ (چیتا)
  10. سیاه‌گوش
  11. گربه ماهیگیر
  12. جگوار
  13. پلنگ سیاه
  14. خدنگ
  15. کفتار
- خانواده سگ‌سانان
  1. سگ
  2. گرگ
  3. گرگ مزرعه
  4. گرگ خاکستری
  5. روباه
  6. شغال
  7. روباه صحرایی
  8. روباه قطبی
  9. شاه‌روباه
  10. سگ وحشی آسیا
  11. سگ هاسکی
  12. دینگو
  13. راسو
  14. راسوی بدبو (اسکانک)
- خانواده خرس سانان
- خرس قطبی
- خرس قهوه‌ای
- خرس خاکستری (گریزلی)
- خرس آفتاب
- خرس سیاه آمریکایی
- خرس سیاه آسیایی
- خرس سیاه بلوچی
- خرس سیاه ژاپنی
- خرس سیاه اوسوری
- خرس سیاه هیمالیایی
- خرس سیاه فورموسان
- خرس سیاه نیوفاندلند
- خرس تنبل
- خرس عینکی
- خرس پاندا
- راکون

### راستهجفت‌سمان
- خانواده گاوسانان
  1. آهو
  2. گوزن
  3. گاومیش
  4. گاو
  5. بوفالوی آمریکایی
  6. بز
  7. بز کوهی
  8. گوسفند
  9. قوچ شرقی
  10. بیزون
  11. گاومیش آفریقایی
  12. گاومیش هندی
  13. غزال
  14. بزگوزن
  15. گاو اهلی
- خانواده شترسانان
  1. لاما
  2. گواناکو
  3. آلپاکا
  4. شترچه
  5. شتر یک کوهانه
  6. شتر دوکوهانه
- خانواده زرافه‌ها
- زرافه
- زرافه گردن‌کوتاه
- خانواده خوک‌ها
  1. گراز
  2. خوک

### راستهفرد سمان
- 1. اسب
  2. گورخر
  3. کرگدن
  4. اسب آبی
  5. قاطر
  6. خر
  7. تاپیر (تایپر)

### راستهحشره‌خواران
- 1. موش ستاره‌پوزه
  2. مورچه‌خوار

### راسته بالداران
- خفاش
- خفاش بینی‌برگه‌ای ایرانی
- روباه پرنده

### راستهخرطوم‌داران
- فیل
- خوک بینی دراز

### راستهنخستی‌ها
- خیس‌بینیان
- راست‌بینیان
- پخ‌بینیان
  1. میمون
  2. انسان
  3. شامپانزه
  4. بوزینه
  5. لمور
  6. گوریل
  7. بابون
  8. اورانگوتان
  9. میمون درازدست
  10. میمون جیغ‌کش
  11. میمونک
  12. گیبون

## پستانداران حفّار
- 1. گورکن
  2. موش کور